# Łukasz Fabiański
Łukasz Marek Fabiański (prononcer /ˈwukaʂ faˈbʲaɲski/), né le 18 avril 1985 à Kostrzyn nad Odrą en Pologne, est un footballeur international polonais qui évolue au poste de gardien de but.

## Biographie

### Révélation à Varsovie
Au Legia Varsovie, où il arrive en 2005, Łukasz Fabiański trouve tout de suite une place de titulaire. Pour sa première saison dans la capitale polonaise, le jeune gardien dispute l'intégralité des matches, soit trente rencontres, et obtient son premier titre en devenant champion national. Après avoir représenté son pays dans les catégories de jeunes, Łukasz Fabiański honore sa première sélection avec la Pologne à l'occasion d'un match amical contre l'Arabie saoudite, le 28 mars 2006. Excellent avec son club, il fait partie du groupe des vingt-trois Polonais présents à la coupe du monde 2006. Lors de la compétition, il assiste du banc à la déroute de ses coéquipiers.
À la suite de cette première place, le Legia et Fabiański sont qualifiés pour la prochaine Ligue des champions. Le 26 juillet 2006, le Polonais joue son premier match européen, et s'impose face au club islandais du FH Hafnarfjörður. Après avoir passé facilement le deuxième tour (trois à zéro sur les deux matches), Varsovie s'incline quatre buts à deux contre le Chakhtar Donetsk. Renversé en Coupe UEFA, le Legia est sorti dès son entrée dans la compétition. En championnat, son club ne parvient pas à suivre le rythme, et finit loin derrière les deux premiers à la fin de la saison.

### La doublure pour Wenger à Arsenal
Le 26 mai 2007, il est transféré du Legia Varsovie aux Gunners d'Arsenal en Angleterre pour plus de quatre millions trois cent mille euros. Il devient ainsi le joueur le plus cher ayant jamais quitté l'Ekstraklasa. Le 25 septembre, il fait ses débuts avec son nouveau club, en Carling Cup contre Newcastle United, et garde sa cage inviolée. Au cours de la campagne de qualification pour l'Euro 2008, il fait une apparition, jouant 90 minutes contre la Serbie, le 21 novembre 2007 (match nul deux à deux).
Le 28 avril 2008, il dispute son premier match en championnat, contre Derby County. Malgré deux buts encaissés, Arsenal s'impose six buts à deux. Arsène Wenger lui préférant Jens Lehmann puis Manuel Almunia, Łukasz Fabiański ne joue pas beaucoup en Premier League. Au terme de sa première année en Angleterre, Fabiański est annoncé dans plusieurs clubs européens, comme le Paris Saint-Germain. Mais ces différents contacts n'aboutissent pas, et le Polonais reste finalement à Londres. Numéro deux pour le sélectionneur Leo Beenhakker derrière Artur Boruc, il est logiquement appelé pour la phase finale de l'Euro. Cependant, il ne dispute toujours aucun match. En septembre 2008, il remplace Artur Boruc, suspendu deux matches pour « comportement inacceptable et irresponsable ». Łukasz Fabiański prend donc part aux rencontres opposant la Pologne à Saint-Marin et à la Slovénie, comptant pour les éliminatoires de la coupe du monde 2010. 
Le 5 novembre, il dispute son premier match de la saison 2008-2009, contre Fenerbahçe en Ligue des champions. C'est également son premier match européen avec le club anglais. Trois jours plus tard, il dispute son premier match de la saison en championnat, lors du choc face à Manchester United. Remplaçant Almunia, sorti sur blessure, il permet à son club, grâce à plusieurs arrêts, de garder l'avantage, mais encaisse finalement un but en fin de partie, inscrit par Rafael. Le 1er avril, il prend part contre Saint-Marin à la victoire historique de la Pologne dix buts à zéro, la plus importante dans l'histoire du pays. Plus présent sur le banc des Gunners que dans les cages, il profite de la blessure de Manuel Almunia, le 7 avril 2009 face à Villarreal, pour augmenter ses statistiques. Le « Cup Keeper » d'Arsenal, après avoir disputé une bonne heure face au « sous-marin jaune », connaît un match difficile contre Chelsea dix jours plus tard, en demi-finale de FA Cup. Alors que son équipe mène sur le plus petit des scores, Fabiański se rend coupable de deux erreurs, ainsi que l'ensemble de sa défense, qui envoient les Blues en finale. Trois jours et un choc plus tard, et conforté dans sa position par l'entraîneur Arsène Wenger, Fabiański sauve Arsenal tout au long de la première mi-temps, avant de craquer en seconde, n'étant pas non plus aidé par ses coéquipiers de la défense londonienne. Il est même nommé deuxième homme du match, après Andreï Archavine et ses quatre réalisations. Annoncé en prêt dans plusieurs clubs européens, il prolonge son contrat avec Arsenal le 12 juin, ce qui ravit son entraîneur : « Je considère que Lukasz est un très bon gardien et je suis très heureux qu'il ait choisi de continuer avec nous. C'est un grand compétiteur, il est intelligent, lit très bien le jeu et a tous les ingrédients pour réussir à son poste ».
La saison suivante, Fabiański n'est pas plus utilisé par Wenger. Il dispute quelques matches secondaires, ou lorsque Almunia est forfait. Titulaire le 17 février 2010 contre Porto en Champions League, lors du huitième de finale aller, il juge mal un centre de Silvestre Varela à la onzième minute, et marque contre son camp. Plus tard dans la partie, il provoque un coup franc indirect, prenant des mains le ballon touché quelques instants plus tôt par le pied de Sol Campbell. Inexpérimenté, le Polonais rend la balle aux Dragões, qui s'empressent de jouer vite et de marquer dans le but vide par l'intermédiaire du Colombien Falcao. Ces deux erreurs font perdre son équipe, qui avait égalisé à la 18e minute,. Immédiatement, il reçoit le soutien de son entraîneur et de ses coéquipiers, qui comme Cesc Fàbregas affirment « devoir être là pour lui ». Près de deux mois plus tard, le jour de ses vingt-cinq ans, il fait son retour à la compétition. Mais une nouvelle fois, il se rend coupable d'une énorme bourde, en renvoyant la balle sur la tête de Titus Bramble, qui égalise à une minute de la fin du temps réglementaire. Alors qu'Arsenal menait deux à zéro à l'heure de jeu, Fabiański ne bronche pas sur la frappe de Charles N'Zogbia, qui donne la victoire à Wigan dans les arrêts de jeu. Affublé d'un nouveau surnom, Flappyhandski (les mains qui s'agitent), le gardien est néanmoins toujours soutenu par son entraîneur. En raison d'une nouvelle blessure du numéro un, il joue les quatre derniers matches de la saison en tant que titulaire. Il est critiqué pour les buts concédés contre Wigan et Blackburn, mais réussit à garder ses cages inviolées contre Manchester City et Fulham.

### Devient enfin le numéro un

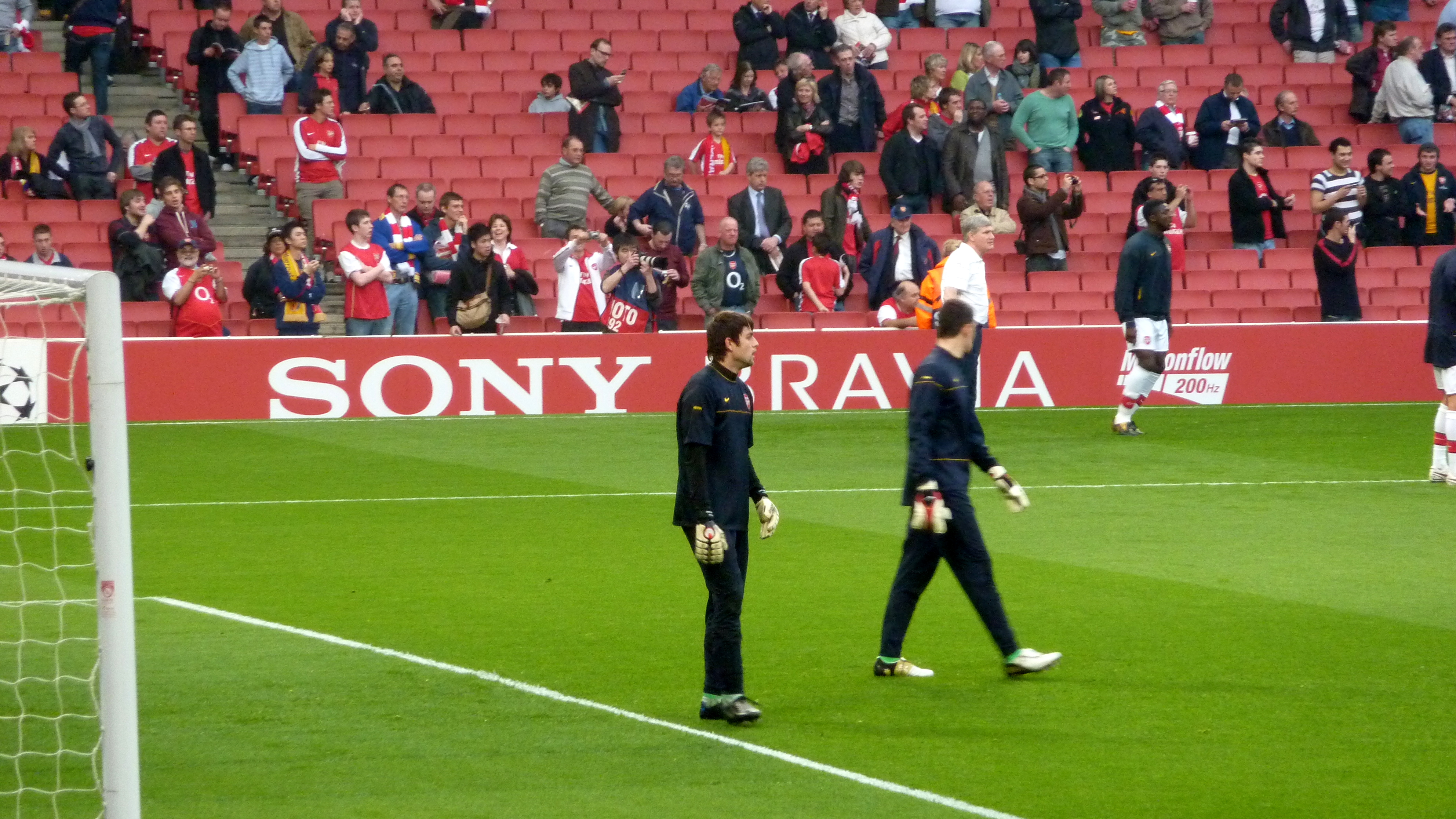
À gauche de l'image, lors de l'échauffement avant le match Arsenal-Villarreal du 15 4 2009.

La saison suivante, Fabiański débute de nouveau en tant que doublure. Il fait sa première apparition le 21 septembre contre le voisin londonien de Tottenham à White Hart Lane en Carling Cup, match que les Gunners gagnent quatre à un après prolongations. En raison d'une blessure de Manuel Almunia, il a de nouveau l'opportunité de passer titulaire. Sa première apparition après la blessure de son partenaire a lieu en phase de poule de Ligue des champions contre le Partizan Belgrade. Il effectue ce soir là une prestation de qualité, arrêtant notamment un penalty de Cléo durant la seconde période. Après le match, Arsène Wenger qualifie son match d'« irréprochable », le public ayant « enfin pu voir le joueur qu'il côtoyait à l'entrainement ». Par la suite, Fabiański réussit à garder un bon niveau, étant même nommé homme du match face à City ou Everton. Contrairement aux précédentes fois, le Polonais est confirmé dans ses fonctions après le retour de l'Espagnol, poussé lui vers la sortie.
Le 5 janvier 2011, il se blesse à l'épaule lors du match qui oppose Arsenal à Manchester City (0-0). Contraint de subir une opération, il est absent jusqu'à la fin de la saison.
Cependant, l'année suivante, à la suite des bonnes prestations de son compatriote Wojciech Szczęsny, il est laissé sur le banc et devient de nouveau une doublure.

### Swansea City
En fin de contrat à Arsenal, le gardien polonais s'engage pour quatre saisons avec Swansea City le 29 mai 2014, le transfert prenant effet le 1er juillet suivant.
Le 16 août 2014, Fabiański est titulaire pour la première fois sous le maillot du club gallois contre Manchester United en Premier League (victoire 1-2).
Titulaire indiscutable lors de ses quatre saisons passées sous le maillot de Swansea (il ne manque que trois matchs de Premier League durant cette période), il joue 150 matchs avec les Swans entre 2014 et 2018.

### West Ham United
Le 20 juin 2018, Łukasz Fabiański signe un contrat de trois ans avec West Ham United.

## Statistiques
| Saison                | Club                  | Championnat           | Championnat | Championnat | Coupe(s) nationale(s) | Coupe(s) nationale(s) | Supercoupe | Supercoupe | Compétition(s) continentale(s) | Compétition(s) continentale(s) | Compétition(s) continentale(s) | Pologne | Pologne | Total | Total |
| Saison                | Club                  | Division              | M.          | B.          | M.                    | B.                    | M.         | B.         | Comp.                          | M.                             | B.                             | M.      | B.      | M.    | B.    |
| 2004-2005             | Lech Poznań           | Ekstraklasa           | -           | -           | 1                     | 0                     | -          | -          | -                              | -                              | -                              | -       | -       | 1     | 0     |
| Sous-total            | Sous-total            | Sous-total            | -           | -           | 1                     | 0                     | -          | -          | -                              | -                              | -                              | -       | -       | 1     | 0     |
| 2005-2006             | Legia Varsovie        | Ekstraklasa           | 30          | 0           | -                     | -                     | -          | -          | C1                             | 2                              | 0                              | 2       | 0       | 34    | 0     |
| 2006-2007             | Legia Varsovie        | Ekstraklasa           | 23          | 0           | -                     | -                     | 1          | 0          | C1+C3                          | 4+2                            | 0+0                            | 2       | 0       | 32    | 0     |
| Sous-total            | Sous-total            | Sous-total            | 53          | 0           | -                     | -                     | 1          | 0          | -                              | 8                              | 0                              | 4       | 0       | 66    | 0     |
| 2007-2008             | Arsenal FC            | Premier League        | 3           | 0           | 5                     | 0                     | -          | -          | -                              | -                              | -                              | 4       | 0       | 12    | 0     |
| 2008-2009             | Arsenal FC            | Premier League        | 6           | 0           | 9                     | 0                     | -          | -          | C1                             | 3                              | 0                              | 6       | 0       | 24    | 0     |
| 2009-2010             | Arsenal FC            | Premier League        | 4           | 0           | 4                     | 0                     | -          | -          | C1                             | 2                              | 0                              | 1       | 0       | 11    | 0     |
| 2010-2011             | Arsenal FC            | Premier League        | 14          | 0           | 1                     | 0                     | -          | -          | C1                             | 5                              | 0                              | 2       | 0       | 22    | 0     |
| 2011-2012             | Arsenal FC            | Premier League        | -           | -           | 5                     | 0                     | -          | -          | C1                             | 1                              | 0                              | 4       | 0       | 10    | 0     |
| 2012-2013             | Arsenal FC            | Premier League        | 4           | 0           | -                     | -                     | -          | -          | C1                             | 1                              | 0                              | -       | -       | 5     | 0     |
| 2013-2014             | Arsenal FC            | Premier League        | 1           | 0           | 8                     | 0                     | -          | -          | C1                             | 2                              | 0                              | -       | -       | 11    | 0     |
| Sous-total            | Sous-total            | Sous-total            | 32          | 0           | 32                    | 0                     | -          | -          | -                              | 14                             | 0                              | 17      | 0       | 95    | 0     |
| 2014-2015             | Swansea City          | Premier League        | 37          | 0           | 1                     | 0                     | -          | -          | -                              | -                              | -                              | 3       | 0       | 41    | 0     |
| 2015-2016             | Swansea City          | Premier League        | 37          | 0           | -                     | -                     | -          | -          | -                              | -                              | -                              | 10      | 0       | 47    | 0     |
| 2016-2017             | Swansea City          | Premier League        | 37          | 0           | -                     | -                     | -          | -          | -                              | -                              | -                              | 5       | 0       | 42    | 0     |
| 2017-2018             | Swansea City          | Premier League        | 38          | 0           | -                     | -                     | -          | -          | -                              | -                              | -                              | 6       | 0       | 44    | 0     |
| Sous-total            | Sous-total            | Sous-total            | 149         | 0           | 1                     | 0                     | -          | -          | -                              | -                              | -                              | 24      | 0       | 174   | 0     |
| 2018-2019             | West Ham United       | Premier League        | 38          | 0           | -                     | -                     | -          | -          | -                              | -                              | -                              | 5       | 0       | 43    | 0     |
| 2019-2020             | West Ham United       | Premier League        | 25          | 0           | 1                     | 0                     | -          | -          | -                              | -                              | -                              | 2       | 0       | 28    | 0     |
| 2020-2021             | West Ham United       | Premier League        | 35          | 0           | 2                     | -                     | -          | -          | -                              | -                              | -                              | 4       | 0       | 41    | 0     |
| 2021-2022             | West Ham United       | Premier League        | 37          | 0           | -                     | -                     | -          | -          | C3                             | 1                              | 0                              | 1       | 0       | 39    | 0     |
| 2022-2023             | West Ham United       | Premier League        | 36          | 0           | 1                     | 0                     | -          | -          | C4                             | 0                              | 0                              | 0       | 0       | 37    | 0     |
| 2023-2024             | West Ham United       | Premier League        | 9           | 0           | 4                     | 0                     | -          | -          | C3                             | 8                              | 0                              | -       | -       | 21    | 0     |
| 2024-2025             | West Ham United       | Premier League        | 11          | 0           | 3                     | 0                     | -          | -          | -                              | -                              | -                              | -       | -       | 14    | 0     |
| Sous-total            | Sous-total            | Sous-total            | 191         | 0           | 11                    | 0                     | -          | -          | -                              | 9                              | 0                              | 12      | 0       | 223   | 0     |
| Total sur la carrière | Total sur la carrière | Total sur la carrière | 427         | 0           | 45                    | 0                     | 1          | 0          | -                              | 31                             | 0                              | 57      | 0       | 561   | 0     |

## Palmarès

### En club
Łukasz Fabiański est champion de Pologne en 2006 avec le Legia Varsovie et finaliste de la Supercoupe de Pologne en 2006.
Parti ensuite à Arsenal, il remporte la Coupe d'Angleterre en 2014.

### Distinction personnelle
Il est élu meilleur gardien du championnat de Pologne en 2006 et 2007.
Footballeur polonais de l'année en 2018.